# Wikipedia węgierskojęzyczna
Wikipedia węgierskojęzyczna – edycja Wikipedii w języku węgierskim.
Założono ją 8 lipca 2003. 31 stycznia 2009 przekroczyła granicę 117 216 artykułów.
14 maja 2009 miała 125 621 haseł, co dawało jej 19. pozycję wśród wszystkich edycji Wikipedii. 30 marca 2012 węgierska Wikipedia liczyła 213 708 artykułów.